# Набуко
 Тази статия е за операта на Верди.  За газопровода преминаващ през територията на България вижте Набуко (газопровод).  
Набуко е опера в четири действия от Джузепе Верди. Това е третата опера на Верди и тя му носи славата на голям композитор.
Действието се развива в Йерусалим и Вавилон през 586 г. пр.н.е. и описва тежкото положение на евреите, след като са нападнати и превзети, а впоследствие заточени извън родината си от вавилонския цар Набуко (Навуходоносор II).
Операта е поставена за първи път пред публика на 9 март 1842 г. в театър Ла Скала в Милано със своето първоначално име Навуходоносор. Името Набуко се използва за операта (и за протагониста) за първи път през 1844 г. на представление в Корфу.
В България е поставена на сцена за първи път през 1967 г. в Софийската опера и в Старозагорската опера.

## Либрето
Действието се развива в Йерусалим и Вавилон през 586 г. пр. н. е.

### Първо действие
Йерусалим. В храма на Соломон. Вавилонският цар Навуходоносор е обсадил с войските си столицата на евреите Йерусалим. Притеснени, жителите на града са се събрали в храма на Соломон. Първосвещеникът на евреите, пророкът Закария се опитва да им вдъхне кураж и вяра в спасението. Той съобщава на хората, че дъщерята на Навуходоносор, Фенена, е взета в плен. Тя се е влюбила в племенника на царя на Йерусалим Исмаел, приела е тяхната вяра и искрено съчувства на поробения еврейски народ. Идва Исмаел. Той съобщава за ужасното поражение на войската на Йерусалим. Уплашени, хората отправят молитва към небето. Единствено Закария вярва в избавлението на еврейския народ. Той благославя Фенена и Исмаел. Хората се разотиват. Останали сами, двамата влюбени си припомнят за щастливите мигове. Когато Исмаел е бил посланик на Йерусалим във Вавилон, е срещнал Фенена и се е влюбил в нея. Тя е отвърнала на чувствата му. Но тези дни са отдавна отминали. Сега ги чака огромно изпитание. Никой не знае как ще свърши всичко. Внезапно в храма влиза Абигайл, извънбрачната дъщеря на Навуходоносор, родена от негова робиня. Тя заплашва сестра си с отмъщение, защото е приела чужда вяра, след което ги проклина с Исмаел. Но всъщност в Абигайл зреят противоречиви чувства. Тя е влюбена в Исмаел и е готова да му прости всичко. Единственото условие е той да се откаже от Фенена. Но Исмаел гордо отказва. Храмът отново се изпълва с хора. Идва и Закария, придружаван от сестра си Ана. Всички очакват появата на Навуходоносор. Придружаван от своята свита, царят на Вавилон влиза в храма. Закария проклина завоевателя. Между двамата застава Фенена. Царят е изумен и вбесен от поведението на дъщеря си. Закария заплашва вавилонския владетел, че ще убие дъщеря му, ако прояви жестокост спрямо евреите. Но Исмаел се противопоставя категорично, като заявява, че ще се ожени за Фенена. В настъпилия смут Навуходоносор заповядва на войниците си да разрушат храма и да отведат пленниците.

### Второ действие
В покоите на Абигайл във Вавилон. Абигайл знае, че е незаконнородена и това я изпълва с омраза и ненавист към Фенена. Навуходоносор е назначил родната си дъщеря за свой заместник, докато отсъства. Това още повече озлобява Абигайл. Идва Върховният жрец. Той също е недоволен от факта, че пленените евреи са още живи. Не стига това, а Фенена е готова да им върне свободата. Жрецът уговаря Абигайл да убие Фенена и да заеме мястото на Навуходоносор на трона на Вавилон. Абигайл с радост ще вземе властта в ръцете си. В подземието на двореца Закария се моли на Бога. Някои от пленените евреи обвиняват Исмаел в предателство, че е попречил за смъртта на Фенена. Но в негова защита застава сестрата на Закария, Ана. Разтревожена от шума в подземието, пристига Фенена. Веднага след нея влиза началникът на стражата Абдало. Той притеснено ѝ казва, че е открит заговор на Абигайл и Върховния жрец да я убият. Фенена трябва да бяга. Но вече е късно. Заговорниците обкръжават пленниците и Фенена. Жреците провъзгласяват Абигайл за царица на Вавилон. Но в този момент внезапно се връща Навуходоносор. Той взима короната от Абигайл и си я слага, след което се провъзгласява за Бог. В този момент го поразява мълния и той губи разсъдъка си. Тържествувайки, Абигайл слага короната на главата си. Мечтата ѝ да властва над Вавилон се е сбъднала.

### Трето действие
Висящите градини във Вавилон. Абигайл се опива от властта си. До нея достигат две отделни песнопения – жените от двореца възпяват бога на Ваал, а пленените евреи пеят тъжни песни. Върховният жрец настоява за смъртта на Фенена и еврейските пленници. Довеждат Навуходоносор, който ту си възвръща разсъдъка, ту го губи отново. При едно от просветленията му, Абигайл му дава да подпише смъртната присъда на Фенена и евреите, но той категорично отказва и я заплашва, че ще разкрие тайната за незаконното ѝ раждане. Навуходоносор иска да види любимата си дъщеря Фенена, но Абигайл е жестока и не му позволява. Чува се звукът на тръба. Това е сигнал за започващата екзекуция. Абигайл заповядва на стражите да арестуват умопобъркания цар. Пленниците очакват смъртта си. Закария ги окуражава, предричайки краха на Вавилон.

### Четвърто действие
Килията на Навуходоносор. От прозореца на царя се чува шумът на минаващите евреи, отиващи към екзекуцията си. Сред тях е и Фенена. Отчаян, Навуходоносор отправя молитва към Бога. В този момент става чудо и той възвръща разума си. Изпълнен с енергия, царят на Вавилон вика Абдало и с негова помощ отива да спаси Фенена.
Светилището на бог Ваал. Начело на шествието са Закария и Фенена. Те вече са стигнали мястото за екзекуция. В този момент се появява Навуходоносор и с меча си спира Върховния жрец, след което разрушава статуята на Ваал. Пленниците са спасени. Отчаяна, Абигайл слага край на живота си.